# Projeto GABRIEL
Projeto GABRIEL foi uma pesquisa para avaliar o impacto da precipitação radioativa resultante de guerra nuclear. A Comissão de Energia Atômica dos Estados Unidos deduziu que o isótopo radioativo estrôncio-90 (Sr-90) apresentava o maior risco à vida globalmente, o que resultou na encomenda do Projeto SUNSHINE: que procurava examinar os níveis de Sr-90 em tecidos e ossos humanos (especialmente em bebês) coletados de todo o mundo.